# Kaye Styles
Kaye Styles (Ghana, 8 november 1981) is een Belgisch zanger van Ghanese afkomst. Zijn echte naam is Kwasi Gyasi. Op 5-jarige leeftijd ging hij met zijn moeder mee naar België.

## Carrière
In 2003 bracht hij zijn eerste single uit: Gimme the mic. Later zou hij nog Somebody's watching me (cover van Michael Jackson) en Safe Sex (een duet met Laura Ramaekers) uitbrengen.
In 2006 nam hij deel aan Eurosong met het lied Profile. Hij eindigde 3de in de kwartfinale en tweede in de halve finale. In de finale speelde Kaye Styles niet mee, maar hij hield er wel een hit aan over en een samenwerking met Johnny Logan. Met Profile had hij zijn eerste toptienhit in Vlaanderen.
Styles zong ook de titelsong in van de in Vlaanderen uitgezonden successerie Prison Break. Ook dat werd in Vlaanderen een toptienhit.
In 2006 verzorgde hij het voorprogramma van Christina Aguilera in heel de Benelux.
Hij nam deel aan de tweede reeks van het VT4-programma Stanley's Route, een survivalprogramma voor bekende Vlamingen.
Als peter van het project tegen aids vertrok hij met acht Vlaamse jongeren op "inleefreis" naar Zuid-Afrika. De film die hiervan gemaakt werd, Silence - Death, werd uitgezonden door JIM.be.
In 2011 werkte hij samen met Michael Calfan en Bob Sinclar aan het nummer Ching Choing, dat uitgebracht werd via Yellow Productions (een platenlabel van Bob Sinclair).
In 2011 verscheen Is It Love, dat hij maakte met de Roemeense zangeres Celia en de Roemeense producer Costi Ioniță. De videoclip werd in Oekraïne opgenomen en kostte honderdduizend euro, de duurste ooit in Oost-Europa. Het nummer werd een bescheiden hit in Roemenië.
In 2013 bracht Kaye Styles de nummers So Close To Me en Money uit. De videoclip van Money werd in Frankfurt (Duitsland) opgenomen door de voormalige producers van Michael Jackson.

## Ultratop
| Single met hitnotering(en) in de Vlaamse Ultratop 50 | Datum van verschijnen | Datum van binnenkomst | Hoogste positie | Aantal weken | Opmerkingen               |
| ---------------------------------------------------- | --------------------- | --------------------- | --------------- | ------------ | ------------------------- |
| Gimme the mic                                        | 2004                  | 04-09-2004            | 19              | 10           |                           |
| Safe sex                                             | 2005                  | 09-07-2005            | 18              | 10           | met Laura                 |
| Profile                                              | 2006                  | 04-03-2006            | 3               | 16           |                           |
| Don't cry / I love to party                          | 2006                  | 22-07-2006            | 7               | 13           | met Johnny Logan          |
| The real thing                                       | 2006                  | 22-07-2006            | 36              | 4            | met Unbreakeble           |
| Prison break anthem                                  | 2006                  | 23-09-2006            | 3               | 26           |                           |
| Cheat on you                                         | 2007                  |                       | *tip3           |              | met Black Cherry          |
| Survivor (prison break anthem P.2)                   | 2007                  | 12-05-2007            | 34              | 4            | Soundtrack Prison Break 2 |